# Caribe francófono
El Caribe francófono (o Antillas francófonas) son las islas o territorios del archipiélago de las Antillas en el mar Caribe cuya población tiene como lengua predominante u oficial al francés. Antiguamente estos territorios, junto con la República Dominicana, Turcas y Caicos y casi todas las Antillas Menores, formaron parte de las Antillas francesas.

## Países francocaribeños
Haití es el único país totalmente francocaribeño. Asimismo, Francia tiene una pequeña pero estratégica porción de su territorio que es francocaribeña: los departamentos de ultramar Guadalupe y Martinica, y las colectividades territoriales San Martín y San Bartolomé. Además, la Guayana Francesa (departamento de ultramar francés con 83 mil km² y 300 mil habitantes), aunque geográficamente pertenece a Sudamérica y no al Caribe, suele considerarse como territorio franco-caribeño por sus características sociodemográficas. Otros territorios caribeños albergan poblaciones francófonas minoritarias entre las distintas islas de las Antillas.
Los territorios considerados como francocaribeños son:
- Haití
- Guadalupe (territorio dependiente de  Francia)
- Martinica (territorio dependiente de  Francia)
- San Bartolomé (territorio dependiente de  Francia)
- San Martín (territorio dependiente de  Francia)
- Guayana Francesa (territorio dependiente de  Francia)

## Historia
No todas las excolonias francesas del Caribe se incluyen en el Caribe francófono, en cambio, todos los territorios del Caribe francófono han sido colonias de Francia. Antes que ello, todos han sido parte del imperio colonial de España y aún antes que ello, todos han sido parte del mosaico etnolingüístico de los pueblos originarios precolombinos. 
Además, entre el periodo de dominación española (del siglo XV al siglo XVII) y el periodo de dominación francesa (del siglo XVII al XX), en algún momento fueron incluidos en los imperios coloniales británico y/o neerlandés.
En todos los territorios del Caribe francófono se han extinguido las etnias originarias que habían en el siglo XVI, y luego han recibido esclavos traídos del África subsahariana hasta que se abolió la esclavitud entre los siglos XVIII y XIX.

## Geografía
El Caribe francófono, como todo el mar Caribe, se encuentra ubicado en una zona geográfica caracterizada por su clima tropical húmedo, con temporada anual de huracanes. Asimismo, sus playas atraen a numerosos turistas foráneos que generan ingresos económicos a sus islas. 
Los territorios franco-caribeños son todos insulares, ubicados en el Mar de las Antillas o Mar Caribe. Solamente dos tienen vecinos colindantes con fronteras terrestres: Haití que se ubica en poco más del tercio occidental de la isla La Española (con la República Dominicana ubicada en poco menos de los dos tercios orientales), y la colectividad francesa San Martín ubicada en poco más de la parte norte de la isla San Martín (con el municipio neerlandés de Sint Maarten ubicado en poco menos de la parte sur). Todos los demás territorios franco-caribeños están completamente separados por las aguas marítimas.
El Caribe francófono tiene más superficie y población que el Caribe anglófono y que el Caribe neerlandófono, y menos que el Caribe hispanófono. Por superficie y población, se pueden distinguir dos "bloques" territoriales del Caribe francófono: Uno mucho mayor (Haití), en el oeste (en las Antillas Mayores); y otro mucho menor (los territorios caribeños franceses o Antillas francesas), en el este (en las Antillas Menores).
El francófono Haití es el tercer país caribeño más extenso, después de las hispanófonas Cuba y República Dominicana, y antes que la anglófona Jamaica y la hispanófona Puerto Rico.
El Departamento de Ultramar francés Martinica es la séptima isla caribeña más extensa entre el conjunto de las Antillas, después de Cuba, La Española (conformada por República Dominicana y Haití), Jamaica, Puerto Rico, Isla de la Juventud (que es cubana) y Trinidad (que es parte de Trinidad y Tobago). Asimismo, Martinica es la segunda isla caribeña más extensa y poblada entre las Antillas Menores (luego de  Trinidad), superando a Basse Terre (Guadalupe) y superando también a las demás islas de Barlovento y a los territorios ubicados en las Islas de Sotavento.

## Demografía
La gran mayoría de la población es afrodescendiente o mestiza, y un pequeño porcentaje es eurodescendiente (principalmente de origen francés) junto con migrantes de otros orígenes.
Haití es el país socioeconómicamente más pobre de América en la actualidad, pero con sus más de 11 millones de habitantes, ha superado en población a Cuba y a la República Dominicana. Es el país más poblado de las Antillas.
Las modernas Antillas francesas (Guadalupe, Martinica, San Martín y San Bartolomé), con cerca de 1 millón de habitantes, son más extensas y más pobladas que las Antillas británicas y también que las Antillas neerlandesas, y en el conjunto de las Antillas Menores solamente son superadas en población y extensión territorial por Trinidad y Tobago.

## Lenguas
El francés es idioma oficial en todo el Caribe francófono y es predominante en la administración, los medios de comunicación, el comercio y la educación. Sin embargo, en el habla popular es predominante el criollo haitiano en Haití, y lenguas criollas de base francesa en las Antillas francesas. 
Además hay pequeñas minorías anglófonas, hispanófonas y neerlandófonas. Análogamente hay pequeñas minorías francófonas en el Caribe anglófono, en el Caribe hispanófono y en el Caribe neerlandófono. 
Las lenguas originarias, extinguidas, junto con las lenguas africanas de los antepasados de los afrodescendientes, han brindado importantes aportes en el sustrato lingüístico de las lenguas criollas de base francesa.